# Aston Butterworth

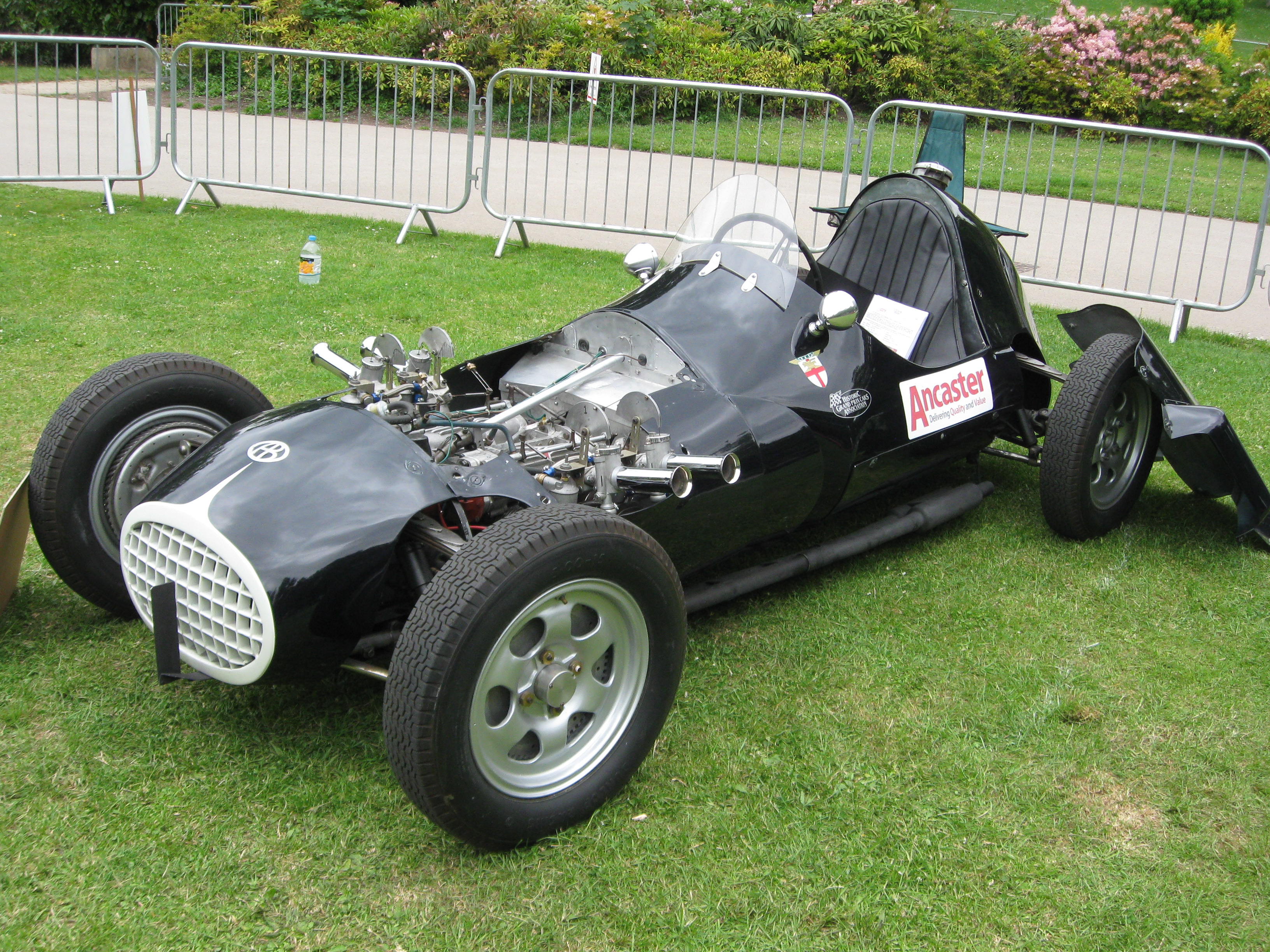
Fórmula 1, temporada de 1952

A Aston Butterworth foi uma construtora de Fórmula 1 que disputou quatro GPs na temporada de 1952. A equipe foi criada por Bill Aston, usando um carro que era uma cópia do Cooper da Fórmula 2. Teve como pilotos os britânicos Bill Aston e Robin Montgomerie-Charrington.

## Resultados na Fórmula 1
| Ano  | Chassis | Motor          | Piloto                        | 1   | 2   | 3   | 4   | 5   | 6   | 7   | 8   |
| ---- | ------- | -------------- | ----------------------------- | --- | --- | --- | --- | --- | --- | --- | --- |
| 1952 | NB41    | Butterworth F4 |                               | SUI | 500 | BEL | FRA | GBR | GER | NED | ITA |
| 1952 | NB41    | Butterworth F4 | Bill Aston                    |     |     |     |     | DNP | Ret |     | DNQ |
| 1952 | NB41    | Butterworth F4 | Robin Montgomerie-Charrington |     |     | Ret |     |     |     |     |     |

(Legenda)